# FK Dimitrovgrad
FK Dimitrovgrad (Bulgaars: ФК Димитровград) is een Bulgaarse voetbalclub uit Dimitrovgrad. 

## Geschiedenis
De club werd kwam tot stand in 1967 na een fusie tussen Chimik en Minjor. Beide clubs hadden daarvoor al een aantal jaar in de tweede klasse gespeeld en Chimik in 1962/63 ook in de hoogste klasse. In 1982 degradeerde de club uit de tweede klasse en keerde in 1985 terug en stootte dan ook door naar de hoogst klasse, waar ze niet konden stand houden. Ook in 1988 volgde een degradatie uit de tweede klasse. De club kon nog terugkeren in 1994/95 en van 1997 tot 1999. 